# Der Wanderer (1809–1873)
Der Wanderer war eine österreichische Zeitung, die zwischen 1809 und 1873 in Wien erschien.

## Geschichte
Am 20. März 1809 erschien ein Probeblatt, dessen einziges erhaltenes Exemplar 1927 beim Wiener Justizpalastbrand verloren gegangen ist. Dieses Probeblatt erschien entweder unter dem Titel Der österreichische Wanderer oder Der österreichische Wandersmann. Von April bis Mai 1809 erschienen zwei weitere Probeblätter sowie eine Ausgabe mit der Ausgabenummer drei, alle unter dem Titel Der Wanderer und dem Nebentitel Ein Volksblatt. Eine weitere Herausgabe verhinderte der Einmarsch französischer Truppen in Wien. Regelmäßig erschienen, ist Der Wanderer ab 1. Jänner 1814, mit einer Unterbrechung von Oktober bis November 1848. Die letzte Ausgabe kam am 15. August 1873 heraus. Der Wanderer führte 1818 die Nebentitel Unterhaltungsblatt und Volkszeitung, ab 1837 Im Gebiethe der Kunst und Wissenschaft, Industrie und Gewerbe. Bis 1836 erschien er täglich, bis 1849 sechsmal wöchentlich und danach sogar zweimal täglich. Als Beilage enthielt er von 1816 bis 1817 die Lügen-Zeitung. Von Juni 1848 bis zum Oktober desselben Jahres hieß die Zeitung Der Demokrat, mit dem Nebentitel Neue Folge des Wanderers.